# Морбах
Морбах (нім. Morbach) — громада в Німеччині, розташована в землі Рейнланд-Пфальц. Входить до складу району Бернкастель-Віттліх.
Площа — 122,20 км2. Населення становить 10 539 ос. (станом на 31 грудня 2020).

## Географія

### Адміністративний поділ
Громада  складається з 19 районів:
- Бішофсдгрон
- Вайперат
- Ведерат
- Венігерат
- Вольцбург
- Гааг
- Гайнцерат
- Гінцерат
- Гоксель
- Гонцерат
- Гундгайм
- Гунольштайн
- Гутенталь
- Ельцерат
- Мершайд
- Морбах
- Моршайд-Ріденбург
- Одерт
- Рапперат